# Basilica Aemilia

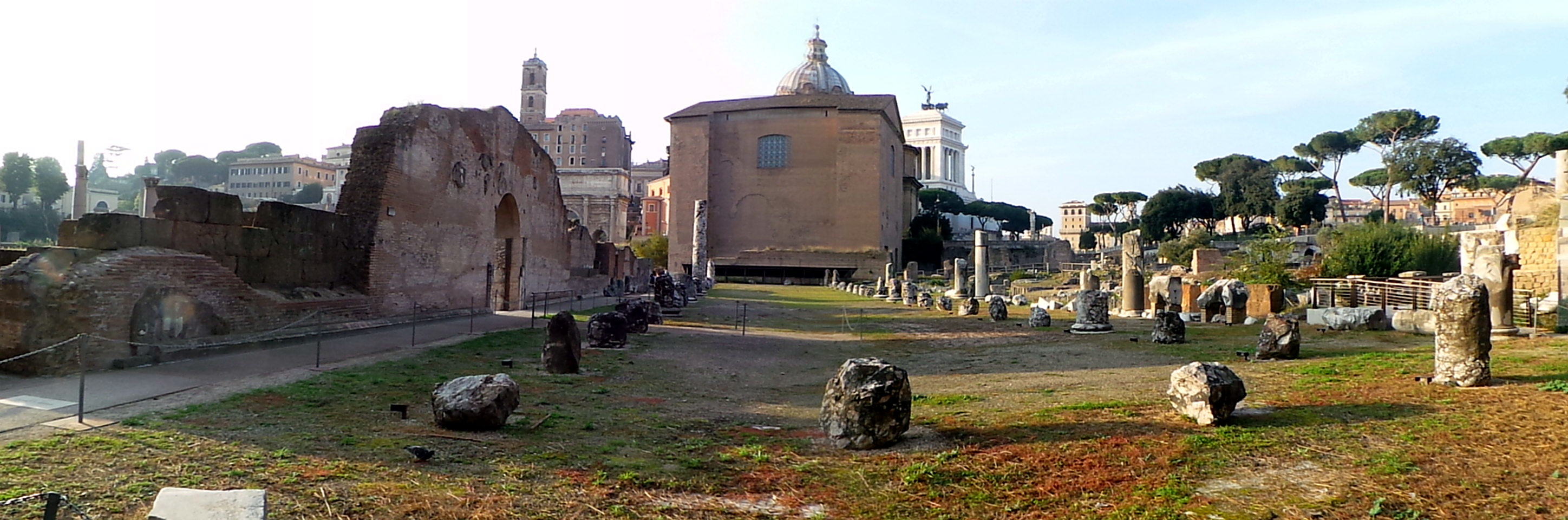
Areal der Basilica Aemilia mit Blick auf die Curia Iulia

Die Basilica Aemilia ist die einzige noch sichtbare der vier großen Basiliken aus der Zeit der römischen Republik und befindet sich auf dem Forum Romanum in Rom. 

## Geschichte
Die Basilika wurde 179 v. Chr. von den Zensoren Marcus Aemilius Lepidus und Marcus Fulvius Nobilior errichtet und trug den Namen Basilica Aemilia et Fulvia. Nachdem die Mitglieder der Familie der Aemilier die Basilika in der späten Republik und der frühen Kaiserzeit immer wieder restauriert hatten, wurde sie in Basilica Aemilia umbenannt. 
So ließ 80 bis 78 v. Chr. Marcus Aemilius Lepidus, Nachfahre des gleichnamigen Censors, Schilde mit den Bildnissen seiner Vorfahren anbringen, die auch auf einer Münze mit der Basilica Aemilia zu sehen sind, die vermutlich im Jahr 61 v. Chr. in Umlauf kam.  Ob dies eine weitere Bauphase belegt, ist unklar.

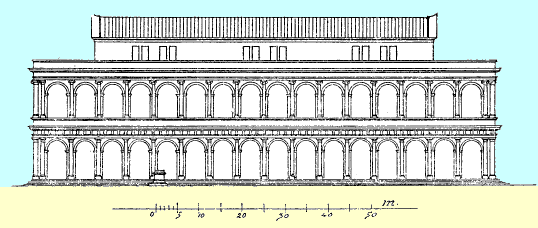
Phantasievolle Rekonstruktionszeichnung der Basilica Aemilia während der augusteischen Epoche, 1905.

Eine weitere sichere Neubauphase erstreckte sich von den 50er Jahren bis 34 v. Chr. Sie wurde begonnen von Lucius Aemilius Lepidus Paullus, wobei wegen widersprüchlicher Quellenlage die genaue Zeit auch hier unklar ist und Aemilius Lepidus ein Jahr, nachdem ihn Cicero 44 v. Chr. noch für seine Bautätigkeit am Forum auf das höchste lobte, proskribiert wurde und nach Kleinasien floh. Sein Sohn Paullus Aemilius Lepidus weihte 34 v. Chr. als Suffektkonsul die Basilica ein.
Die Basilica Aemilia brannte 14 v. Chr. bei einem großen Feuer, das sich bis zum Vestatempel ausbreitete, bis auf die Grundmauern ab und wurde wieder aufgebaut. Nur dem Namen nach geschah dies durch Marcus Aemilius Paullus, die Geldmittel kamen wohl von Augustus und Freunden des Aemilius. Eine Weihinschrift an Lucius und Gaius Caesar wird gemeinhin in das Jahr 2 v. Chr. datiert und der Porticus zugeordnet, was auf ihre Fertigstellung in diesem Jahr schließen ließe.
Einen weiteren Brand gab es im Jahr 238, nach dem umfangreiche Restaurierungsarbeiten notwendig waren. Endgültig wurde die Basilica Aemilia 410 bei der Plünderung Roms durch Alarich I. zerstört. Ihre Reste wurden später als Baumaterial verwendet.
Von der genauen Gestalt der Basilika ist so gut wie nichts überliefert. Der rund 70 × 30 m große Innenraum war in drei Schiffe gegliedert. Später wurde wahrscheinlich ein weiteres Schiff an der Nordseite hinzugefügt. Die dem Forum zugewandte Fassade war als eine vermutlich zweistöckige Porticus vorgelagert. Hinter den 16 Bögen befanden sich Tabernae, die wohl als Geschäftsräume dienten.

## Erforschung
Die ersten Ausgrabungen an der Basilica begannen 1899 unter der Leitung von Giacomo Boni, wobei die Grabungsdokumentation nie veröffentlicht wurde. In den 1930er-Jahren wurde die Basilica unter Alfonso Bartoli vollständig freigelegt und teilweise restauriert. Die ersten – wenngleich auch spärlich – veröffentlichten Grabungsberichte stammen von einer Nachgrabung Pietro Romanellis aus den Jahren 1946 bis 1948. Dabei wurden auch Tiefgrabungen durchgeführt, die zwei weitere Säulenstellungen zutage brachten, wobei ihre Verbindung mit den literarischen Quellen immer noch schwierig ist.
In den letzten 50 Jahren wurden der Fries und die der Basilika zugeordneten Barbarenstatuen häufig besprochen; die Bauornamentikforschung versuchte, die erhaltenen Bauglieder in eine Chronologie einzuordnen. In den 1970er bis 1990er Jahren nahm Heinrich Bauer neue Pläne und Bauglieder auf, um zu einer Rekonstruktion des frühkaiserzeitlichen Gebäudes zu kommen. Auch versuchte er, die republikanische Baugeschichte zu beleuchten. Er publizierte seine Ergebnisse in mehreren Aufsätzen, verstarb jedoch, ohne eine abschließende Publikation zu veröffentlichen. Zurzeit findet eine Bauneuaufnahme und Sichtung aller bisherigen Materialien als Projekt des Deutschen Archäologischen Instituts statt.

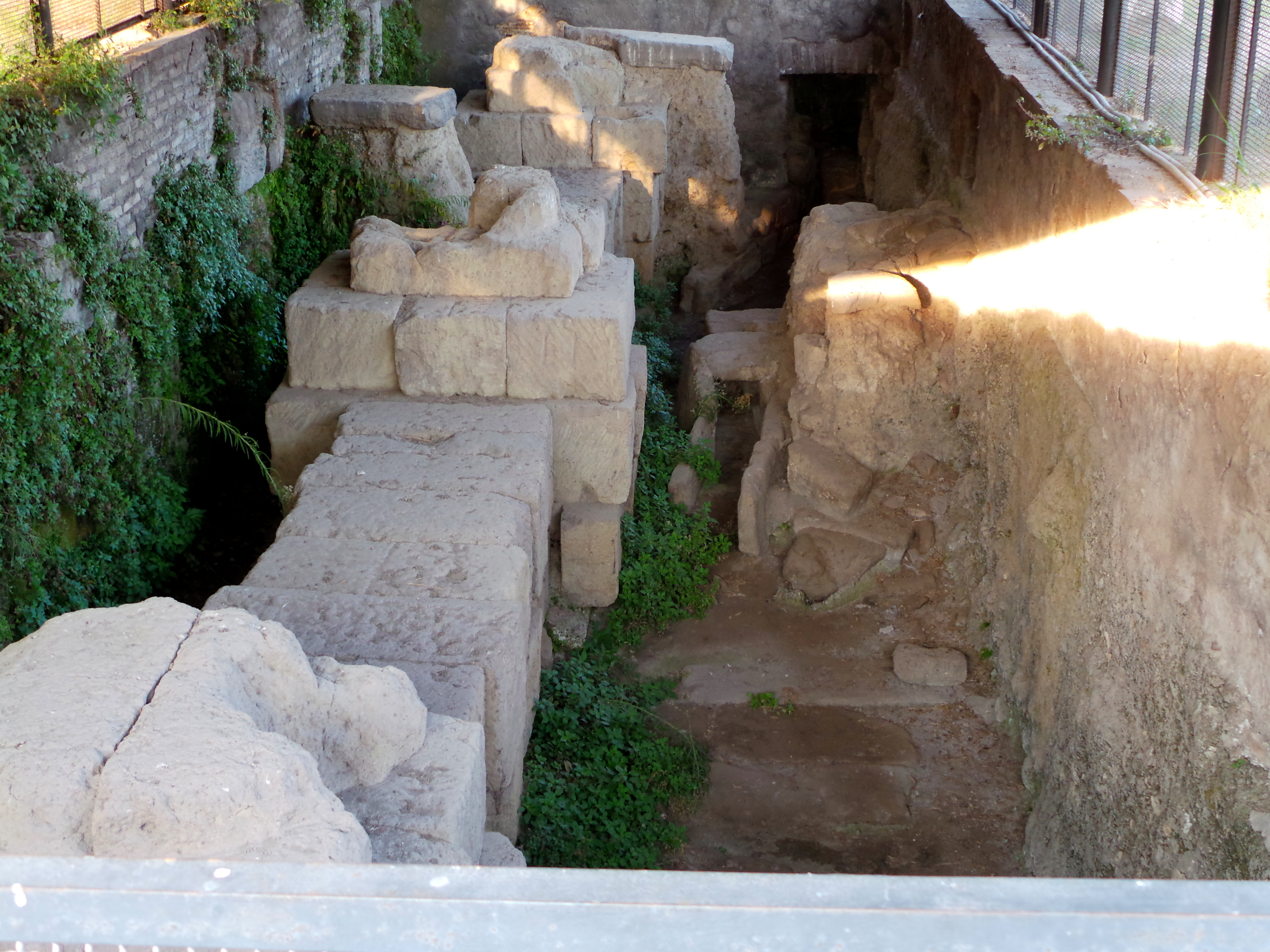
Bauliche Überreste, die zu einer früheren Ära der Basilica gehören. Erkennbar sind noch die Wand- und Säulenfragmente, die Spuren von Steinbrucharbeiten aufweisen. Die Grundausrichtung des ursprünglichen Gebäudekomplexes ist die gleiche wie beim Nachfolgebau.
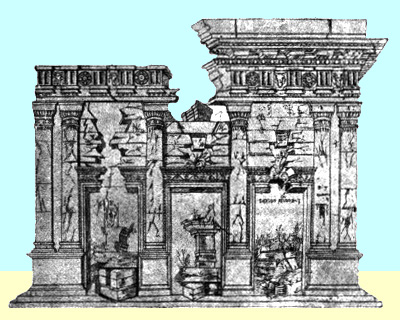
Zeichnung der Überreste der Basilica Aemilia durch Giuliano da Sangallo, 1480
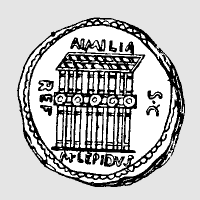
Abbildung der Fassade der Basilica Aemilia auf einer römischen Münze, 61 v. Chr.